# Карпаты
Карпа́ты (укр. и серб. Карпати, русин. Карпаты, нем. Karpaten, пол. , словац. и чеш. Karpaty, венг. Kárpátok, рум. Carpați) — горная система в Восточной Европе на территории Чехии, Словакии, Украины, Венгрии, Польши, Румынии, Сербии и частично Австрии (Хундсхаймер-Берге у Хайнбурга-на-Дунае и Нидеростеррайхише-Инзельбергшвелле у Мистельбаха).
Согласно римским хроникам I века н. э., в этой местности жило дакийское племя карпов. Историки и лингвисты затрудняются дать ответ на вопрос, племя ли было названо по горам, или наоборот.
В эпоху Античности и Средневековья Карпаты именовались Сарматскими горами. Назывались также Угорскими (Венгерскими) горами.

## Название
Есть основания считать название «Карпаты» палеобалканским, в пользу чего говорят албанское слово kárpë / kárpa, мн. ч. kárpa / kárpat «скала, твёрдый» и мессапское karpa «туф, известняк». Это предположение также подтверждается тем, что ороним Бескиды — полоса хребтов в Карпатах — скорее всего, связан с албанским словом bjeshkë / bjeshkët «высокие горы, горные пастбища».
Название может в конечном итоге восходить к праиндоевропейскому корню *sker-/*ker- со значением «гора, скала, неровный».
В нём может также лежать праиндоевропейский корень *kwerp «поворачивать» — вероятно, в том значении, что Карпаты не являются «прямой» цепью гор и будто «сворачивают, вьются». 

## Сейсмоопасность
Внешние Восточные Карпаты являются одним из самых сейсмоопасных регионов Европы. Их сейсмоактивность отмечали ещё римские источники II—III вв, когда происходила римская колонизация Дакии. С конца XVIII века из-за интенсивного роста населения и его урбанизации, ущерб от сейсмоактивности прикарпатской области неуклонно возрастал. Эпицентром сейсмоактивности является т. н. зона Вранча, где сила землетрясений достигает магнитуды 8,3 по шкале Рихтера. Наиболее разрушительными были Карпатское землетрясение (1940) и Бухарестское землетрясение (1977), толчки от которых ощущались по всей Восточно-Европейской равнине.

## География
Горная система Карпат начинается недалеко от Братиславы (Словакия) и заканчивается на юго-востоке недалеко от «Железных ворот» в Румынии. Горы расположены на западе Украины на границе с Румынией, Венгрией, Словакией и Польшей. Длина Карпатских гор составляет около 1500 км. Дугой с трёх сторон они охватывают Среднедунайскую низменность. В северо-западной части ширина составляет 240 км, в юго-западной — 340, в северо-восточной (территория Украины) — 100—120 км. Наивысшая точка Карпат — гора Герлаховски-Штит — имеет высоту 2655 м и находится на территории Словакии.
В зависимости от расположения и особенностей, Карпаты делятся на Западные, Восточные и Южные. Западные расположены на территории Словакии, Чехии, Польши и частично Венгрии. Южные Карпаты расположены на территории Румынии и Сербии. Восточные — на территории Украины, Польши и Словакии.
Средняя высота Украинских Карпат — 1000 м. Горы тянутся с северо-запада на юго-восток при средней ширине 100 км почти на 280 км. Наивысшая точка (2061 м) — гора Говерла. В пределах Украины Карпаты делятся на внешние, центральные и внутренние.
Карпаты входят в состав альпийской складчатой области. Центральный пояс дуги состоит из наиболее высоких кристаллических массивов (Татры, Фэгэраш и другие). Внутренний пояс представлен вулканическими массивами. Внешний сложен флишевыми породами.
Климат Карпат умеренный, переходящий от морского к континентальному. Средние температуры января — от −4…−5 °C на севере и востоке до −2…−3 °C на юге; на самых вершинах температура понижается до −10 °C. Средние температуры июля в предгорьях — 17—18 °C на севере и востоке и 19—20 °C на юге; в верхнем поясе гор температура снижается до 4—5 °C. Среднегодовое количество осадков в разных районах Карпат варьируется от 600 до 1000 мм. До высоты 1600—1800 м произрастают широколиственные и хвойные леса, выше — субальпийские кустарники и луга.

## Состав Карпат
Карпаты включают (нумерация соответствует изображению):
Западные Карпаты
1. Внешние Западные Карпаты → А2
  - Южно-Моравские Карпаты → А2 (a)
    - Микуловские горы
    - Винные горы

  - Центрально-Моравские Карпаты → А2 (b1-b4)
  - Словацко-Моравские Карпаты → А2 (c1-c5)
    - Белые Карпаты → А2c1
    - Яворники → А2c2
    - Миявские Холмы → А2c3
    - Поважское Подолье → А2c4
    - Визовицкая Врховина → А2c5

  - Западнобескидское Предгорье → А2 (d1-d4)
  - Западные Бескиды → А2 (e, f, g, h)
    - Западная часть Западных Бескид → А2 (e1-e8)
      - Гостинско-Всетинские Горы → А2e1
      - Моравско-Силезские Бескиды → А2e2
      - Турзовская Врховина → А2e3
      - Яблунковская Бразда → А2e4
      - Рожновская Бразда → А2e5
      - Яблунковское Мезигори → А2e6
      - Силезские Бескиды → А2e7
      - Живецкая Котловина → А2e8

    - Северная часть Западных Бескид → А2 (f1-f6)
      - Малий Бескид → А2f1
      - Маковский Бескид → А2f2
      - Островной Бескид → А2f3
      - Горце → А2f4
      - Рабчанская Котловина → А2f5
      - Сондецкая Котловина → А2f6

    - Центральная часть Западных Бескид → А2 (g1-g6)
      - Оравские Бескиды (Живецкие Бескиды) → А2g1
      - Кисуцкие Бескиды → А2g2
      - Оравска Магура → А2g3
      - Оравска Врховина → А2g4
      - Подбескидская Борозда → А2g5
      - Подбескидская Врховина → А2g6

    - Восточная часть Западных Бескид → А2 (h1-h3)
      - Сондецкие Бескиды (Любовньянска Врховина) → А2h1
      - Чергов → А2h2
      - Пенины → А2h3

  - Подгуольно-Магурская гряда → А2 (i1-i8)
    - Скорушинске Врхи → А2i1
    - Подтатранская Котловина → А2i2
    - Спишска Магура → А2i3
    - Левочске Врхи → А2i4
    - Бахурень → А2i5
    - Спишско-Шаришска Котловина → А2i6
    - Шаришска Врховина → А2i7
    - Оравска Котловина → А2i8
2. Внутренние Западные Карпаты → А3
  - Словацкие Рудные горы
    - Спишско-Гемерский Карст Спишский Град
      - Муранска Планина
      - Словацкий РайГорный ландшафт Подгалья в районе села Мале Цихе

    - Воловске Врхи
    - Столицке Врхи
    - Вепорске Врхи
    - Ревуцская Врховина
    - Словацкий Карст
    - Черна Гора

  - Фатранско-Татранская область
    - Малые Карпаты (в том числе Хундсхаймер Берге)
    - Поважски-Иновец
    - Трибеч
    - Жьяр
    - Велька Фатра
    - Мала Фатра
    - Шипска Фатра
    - Татры, в том числе
      - Западные Татры
        - Червене Врхи
        - Липтовские Татры
        - Липтовские Копы
        - Особита
        - Рогаче
        - Сивый Врх

      - Восточные ТатрыМармарошский массив
        - Высокие Татры
        - Бельянские Татры

    - Низкие Татры
    - Горнадска Котлина
    - Стражовске-Врхи
    - Старогорске Врхи
    - Хочске Врхи
    - Сулёвске Врхи

  - Словацкое Среднегорье
    - Втачник
    - Штьявницке Врхи
    - Кремницке Врхи
    - Погронски Иновец
    - Поляна
    - ЯворьеЗакарпатье
    - Крупинска Планина
    - Зволенска Котлина
    - Оструожки

  - Матранско-Сланская область
    - Бурда
    - Сланске Врхи
    - Земплинске Врхи
    - Матра
    - Бёржёнь

Восточные Карпаты
1. Внешние Восточные Карпаты
  - Центральные Бескиды (Низкие Бескиды)
    - Бусов
    - Лемковские Бескиды
    - Ондавска Врховина
    - Лаборецка Врховина
    - Бескидское Южное Предгорье

  - Восточные Бескиды (частично расположены во Внешних Западных Карпатах) Долина в Карпатах (Львовская область)
    - Лесистые Бескиды
      - Бещады
        - Западные Бещады
          - Буковске Врхи (Полонины)

        - Восточные Бещады
          - Верховинский Вододельный хребет

      - Сколевские Бескиды
      - Горганы
      - Покутско-Буковинские Карпаты

    - Полонинские Бескиды
      - Полонина-Руна
      - Полонина Боржава
      - Полонина Красная
      - Свидовец
      - Черногора
      - Гринявские горы
2. Внутренние Восточные Карпаты
  - Вигорлат-Гутинская гряда
    - Вигорлат

Южные Карпаты
- Бучеджи
- Фэгэраш

Западные Румынские Карпаты
- Пояна-Рускэ

Трансильванское плато
Сербские Карпаты
Восточные отроги Альп — Лейтские горы — и западные отроги Карпат — Хундсхаймер Берге — разделяют всего 14 км.

## Хозяйственная деятельность
Территория Карпат исторически использовалась под летние пастбища. Обнаружены месторождения нефти, газа, каменной соли, цветных металлов. Организовано множество курортов, в том числе на базе термальных источников. В Карпатах находятся различные национальные парки и заповедники. Развиты туризм и зимние виды спорта.